# Соціалістична Республіка Боснія і Герцеговина
Соціалістична Республіка Боснія і Герцеговина (босн. Socijalistička Republika Bosna i Hercegovina) — колишня соціалістична республіка, країна-засновниця колишньої Соціалістичної Федеративної Республіки Югославія. Вона є попередником сучасної Боснії і Герцеговини. Була утворена в ході засідання антифашистського опору у Мрконіч-Граді 25 листопада 1943 року. Соціалістична Республіка була скасована в 1990 році, коли вона відмовилася від комуністичних засад і прийняла демократичний напрямок розвитку. Республіка Боснія і Герцеговина проголосила незалежність від Югославії в 1992 році.
Столиця республіки — Сараєво. 
У межах Югославії Боснія і Герцеговина була унікальною федеративною державою без домінантної етнічної групи, як це було в інших державах, що входили до складу Югославії, які також були національними державами південнослов’янських етнічних груп Югославії. Країна керувалося за суворих умов санкціонованого консоціалізму, відомого як «етнічний ключ» (сербохорват.: nacionalni ključ / національний ключ), на основі балансу політичного представництва 3 найбільших етнічних груп (боснійських мусульман, хорватів і сербів). 
Сараєво було столицею протягом усього свого існування і залишалося столицею після здобуття незалежності. Соціалістична Республіка була розпущена в 1990 році, коли вона відмовилася від своїх соціалістичних інститутів і прийняла ліберальні як Республіка Боснія і Герцеговина, яка проголосила незалежність від Югославії в 1992 році.  
До 20 грудня 1990 року уряд Боснії і Герцеговини перебував під одноосібним контролем Союзу комуністів Боснії і Герцеговини, боснійського відділення Союзу комуністів Югославії.  
Кордони СР Боснії та Герцеговини були майже ідентичними тому кондомініуму Боснії та Герцеговини в період правління Австро-Угорщини, який тривав до 1918 року. Того року Боснія увійшла до складу Королівства сербів, хорватів і словенців і розділилася на кілька бановин (регіональних адміністративних одиниць), а саме частини Врбаської, Дринської, Зетської, а згодом Хорватської бановин. Зі створенням Народної Республіки були окреслені її сучасні кордони.  

## Адміністративно-територіальний поділ Югославії та її складових (1943-2010)
| 1943          | 1946           | 19631                   | 19741                   | 1991                    | 1992                       | 1999                       | 2003                       | 2006                 | 2008                 |
| ДФЮ           | ФНРЮ           | СФРЮ                    | СФРЮ                    | розпущена               | розпущена                  | розпущена                  | розпущена                  | розпущена            | розпущена            |
| ФД БіГ        | НР БіГ         | СР Боснія і Герцеговина | СР Боснія і Герцеговина | СР Боснія і Герцеговина | Боснія і Герцеговина       | Боснія і Герцеговина       | Боснія і Герцеговина       | Боснія і Герцеговина | Боснія і Герцеговина |
| ФД Хорватія   | НР Хорватія    | СР Хорватія             | СР Хорватія             | Республіка Хорватія     | Республіка Хорватія        | Республіка Хорватія        | Республіка Хорватія        | Республіка Хорватія  | Республіка Хорватія  |
| ФД Македонія  | НР Македонія   | СР Македонія            | СР Македонія            | Республіка Македонія    | Республіка Македонія       | Республіка Македонія       | Республіка Македонія       | Республіка Македонія | Республіка Македонія |
| ФД Македонія  | НР Македонія   | СР Македонія            | СР Македонія            |                         | ФРЮ                        | ФРЮ                        | Сербія і Чорногорія2       | розпущена            | розпущена            |
| ФД Чорногорія | НР Чорногорія  | СР Чорногорія           | СР Чорногорія           | СР Чорногорія           | Р Чорногорія (федеративна) | Р Чорногорія (федеративна) | Р Чорногорія (федеративна) | Чорногорія           | Чорногорія           |
| ФД Сербія     | НР Сербія      | СР Сербія               | СР Сербія               | СР Сербія               | Р Сербія (федеративна)     | Р Сербія (федеративна)     | Р Сербія (федеративна)     | Сербія               | Сербія               |
| ФД Сербія     | • АК Воєводина | • САК Воєводина         | • САК Воєводина         | • АР Воєводина          | • АР Воєводина             | • АР Воєводина             | • АР Воєводина             |                      |                      |
| ФД Сербія     | • АК Косово 3  | • САК Косово            | • САК Косово            | • АК Космет 3           | • АК Космет 3              | Протекторат ООН            | Протекторат ООН            | Протекторат ООН      | Республіка Косово    |
| ФД Словенія   | НР Словенія    | СР Словенія             | СР Словенія             | Республіка Словенія     | Республіка Словенія        | Республіка Словенія        | Республіка Словенія        | Республіка Словенія  | Республіка Словенія  |

| ФНР | "Федеративна Народна Республіка" | НР | "Народна Республіка"     |     |                                        |
| АК  | "Автономний Край"                | ФР | "Федеративна Республіка" | САК | "Соціалістичний Автономний Край"       |
| БіГ | Боснія і Герцеговина             | Р  | "Республіка"             | СФР | "Соціалістична Федеративна Республіка" |
| ДФ  | "Демократична Федерація"         | ФД | "Федеральна Держава"     | СР  | "Соціалістична Республіка"             |

1  Роки, коли вступила в дію Конституція СФРЮ та були внесені зміни.

2  Союзна Республіка Югославія.

3  Космет скорочення від Косово і Метохія.